# Операція «Баррел-Ролл»
Операція «Баррел-Ролл» (англ. Operation Barrel Roll) — військова таємна кампанія 2-ї повітряної дивізії та 77-ї оперативної групи ВПС США, яка проводилася в Королівстві Лаос з 14 грудня 1964 року по 29 березня 1973 року одночасно з війною у В'єтнамі. В результаті операції на Лаос було скинуто 260 мільйонів бомб.

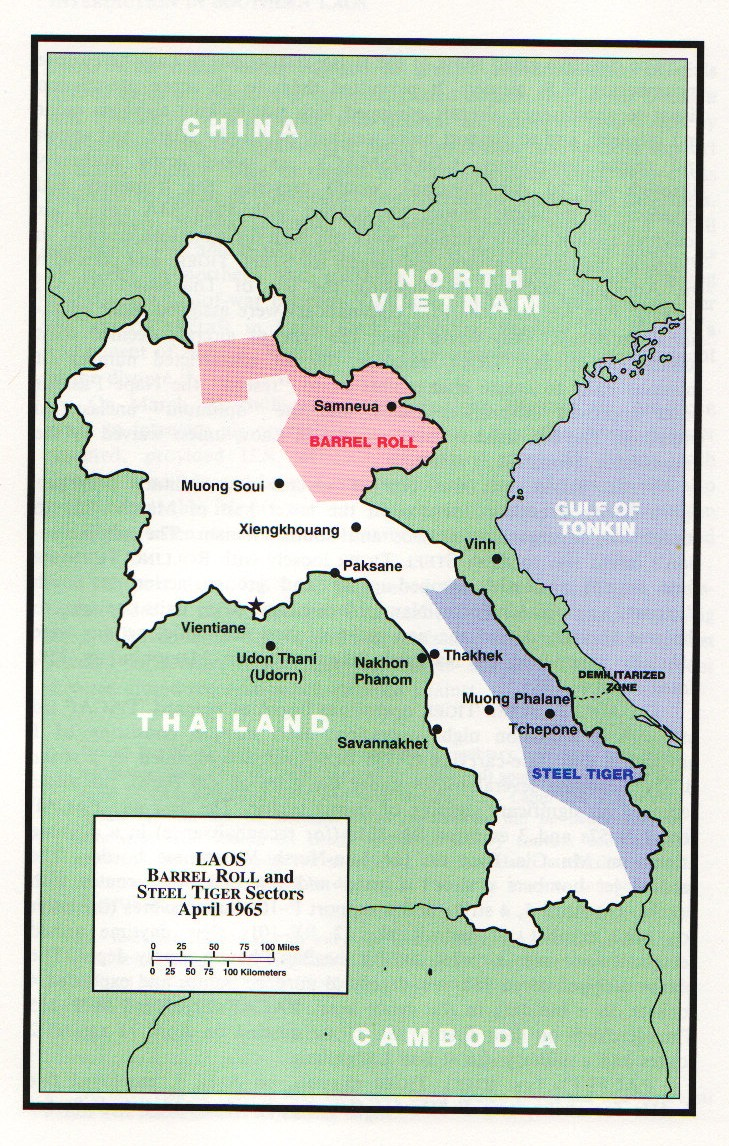
Карта операції.

## Мотивація і мета
Початкова мета операції полягала в тому, щоб послужити сигналом Північному В'єтнаму про припинення підтримки повстанців, які на той час відбувалися в Південному В'єтнамі. Цю дію було вжито в Лаосі через розташування розширюваного логістичного коридору Північного В'єтнаму, відомого як стежка Хо Ші Міна, яка проходила з південного заходу Північного В'єтнаму через південно-східний Лаос і до Південного В'єтнаму. Кампанія була зосереджена на протидії цій логістичної системи. Починаючи з того ж періоду (і розширюючись протягом усього конфлікту), операція дедалі більше залучалася до надання безпосередньої авіаційної підтримки королівським збройним силам Лаосу, найманці, підтримувані ЦРУ, в таємній наземній війні на півночі та північному сході Лаосу. Операція «Баррел-Ролл» мала за мету зупинку зростаючої хвилі наступу Народної армії В'єтнаму.
«Баррел-Ролл» була однією із найбільш ретельно збережених секретів і одним із найбільш невідомих компонентів американських військових зобов'язань у Південно-Східній Азії. Через нібито нейтралітет Лаосу, гарантований Женевською конференцією 1954 і 1962 років, як США, так і Північний В'єтнам намагалися зберегти секретність своїх операцій і лише повільно посилювали там військові дії. Якби обидві сторони не хотіли оприлюднити ймовірне порушення домовленостей їхніми ворогами, обидві мали більше виграшу, замовчуючи свою роль.
Незважаючи на це, до кінця конфлікту в 1975 році Лаос вийшов з дев'яти років війни так само спустошений, як і сам В'єтнамі.